# Sankt Peders församling
Sankt Peders församling var en församling i Göteborgs stift och i Lilla Edets kommun. Församlingen uppgick 2010 i Lödöse församling.

## Administrativ historik
Namnet skrevs före 1940 också Sankt Peters församling, har även kallats Gamla Lödöse församling.
Församlingen har medeltida ursprung som stadsförsamling i Lödöse stad. Församlingen införlivade den 17 augusti 1473 Sankt Olofs församling efter att Nya Lödöse anlades vid Säveån närmare Göta älvs mynning.
Församlingen var tidigt i pastorat med Tunge och Skövde församlingar för att därefter från 1545 till 1575 och från 1660 till 1864 vara annexförsamling i pastoratet Skepplanda, Hålanda, Tunge, (Ale-)Skövde och Sankt Peders församling. Från 1575 till 1660 var församlingen moderförsamling i pastoratet Sankt Peder och Tunge. Från 1864 till 2010 var den annexförsamling i pastoratet Skepplanda, Sankt Peder, Tunge som från 1962 åter omfattade även Ale-Skövde och Hålanda församlingar. Församlingen uppgick 2010 i Lödöse församling.

## Kyrkobyggnader
Sankt Peders kyrka har medeltida anor, men fick sitt nuvarande utseende 1846, och är den enda kyrka som finns kvar i Lödöse.
Sankt Olofs kyrka hade också sitt ursprung i 1100-talet och byggdes till under 1400-talet. Det var troligtvis denna kyrka som brändes under Hansans angrepp 1368. Den revs 1528, två år efter att Lödöse förlorade sina stadsprivilegier första gången. När järnvägen till Lilla Edet anlades 1905 sprängdes delar av kyrkogården samt koret i kyrkan bort. Numer är platsen för den tidigare kyrkan klassad som fornminne.
Under storhetstiden fanns ytterligare minst två kyrkor och två kapell (Sankta Birgitta och Helgekors) i Lödöse. Sankta Maria kyrkoruin härrör från Lödöse konvent,  tiggarorden dominikanernas kloster, anlagt 1243. Denna kyrka byggdes till 1349 och 1499. Den fjärde kyrkan hörde till S:t Jörgens hospital, omnämnt 1286.